# Universidad de Ponta Grossa
La Universidad Estatal de Ponta Grossa (UEPG) es una institución pública de enseñanza superior en el Estado de Paraná, Brasil.
La Universidad posee dos campus en la ciudad de Ponta Grossa, y un campus en la ciudad de Telémaco Borba. La UEPG influye alrededor de 22 municipios del Estado de Paraná.
La Institución ofrece 36 programas de pregrado, además de programas de posgrado. La universidad también ofrece educación a distancia.

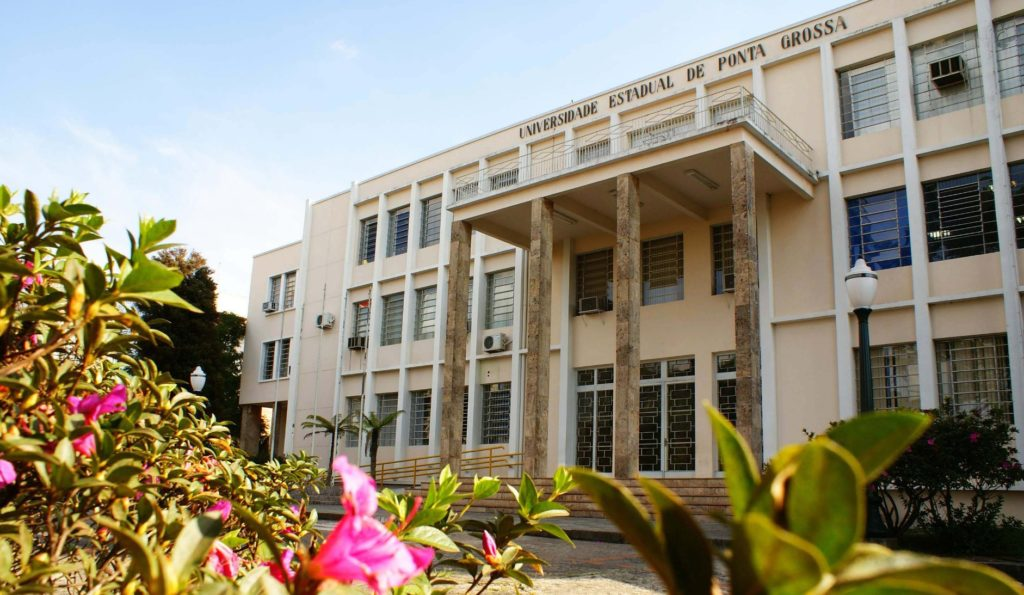
Campus Central UEPG - Ponta Grossa, Paraná

## Historia
La UEPG fue criada por el Gobierno del Estado de Paraná, a través de la Ley 6.034, de 6 de noviembre de 1969, y Decreto  N° 18.111, de 28 de enero de 1970, que resultó en la incorporación de las facultades ya existentes y que funcionaban de forma independiente, como la Facultad Estatal de Filosofía, Ciencias y Letras de Ponta Grossa, la Facultad Estatal de Farmacia y Odontología de Ponta Grossa, la Facultad Estatal de Derecho de Ponta Grossa y la Facultad Estatal de Derecho Ciencias Económicas y Administrativas de Ponta Grossa.

## Campus
Actualmente, UEPG cuenta con tres campus, dos ubicados en la ciudad de Ponta Grossa y uno ubicado en la ciudad de Telémaco Borba, ambos en el estado de Paraná. El campus principal de la universidad está ubicado en el centro de Ponta Grossa, y el edificio administrativo está ubicado en la región de Uvaranas.
El campus de Uvaranas posee, entre otras instalaciones, pista de correr, campo de futbol, pistas polideportivas, piscina climatizada, observatorio astronómico y biblioteca, la Biblioteca Central Profesor Faris Michaele, con más de 90.000 ejemplares.

## Académico

### Divisiones
Sector de Ciencias Agrarias y de Tecnología
·        Ingeniería Civil
·        Agronomía
·        Bachillerato en Ingeniería de Software
·        Ingeniería de Materiales
·        Ingeniería de Alimentos
·        Ingeniería de Computación
·        Zootecnia
Sector de Ciencias Biológicas y de la Salud
·        Medicina
·        Farmacia
·        Odontología
·        Licenciatura en Ciencias Biológicas
·        Bachillerado en Ciencias Biológicas
·        Licenciatura en Educación Física
·        Bachillerado en Educación Física
·        Bachillerado en Enfermería
Sector de Ciencias Humanas, Letras y Artes
·        Licenciatura en Pedagogía
·        Licenciatura en Letras Portugués / Francés y respectivas literaturas
·        Licenciatura en Letras Portugués / Español y respectivas literaturas
·        Licenciatura en Letras Portugués / Inglés y respectivas literaturas
·        Licenciatura en Música
·        Licenciatura en Artes visuales
·        Licenciatura en Historia
·        Bachillerado en Historia
Sector de Ciencias Exactas y Naturales
·        Licenciatura en Matemática
·        Bachillerato en Matemática
·        Licenciatura en Geografía
·        Bachillerato en Geografía
·        Licenciatura en Física
·        Bachillerato en Física
·        Licenciatura en Química
·        Bachillerato en Química Tecnológica
Sector de Ciencias Sociales Aplicadas
·        Administración
·        Ciencias Económicas
·        Servicio Social
·        Ciencias Contables
·        Bachillerado en Periodismo
·        Administración Comercio Exterior
·        Bachillerado en Turismo 
Sector de Ciencias Jurídicas
·        Derecho 
Educación a distancia
·        Licenciatura en Matemática
·        Licenciatura en Geografía
·        Licenciatura en Computación
·        Licenciatura en Educación Física
·        Licenciatura en Pedagogía
·        Licenciatura en Letras / Español
·        Licenciatura en Historia
·        Bachillerado en Administración Pública
·        Tecnología en Gestión Pública

#### Cuidados de la Salud
UEPG gestiona el Hospital Universitario Regional de Campos Gerais, que atiende a pacientes de 12 ciudades de Paraná. El hospital tiene 168 camas de hospital: 6 en la Unidad de Cuidados Intensivos Neonatales (UCI); 4 en la UCI Pediátrica; 20 en la UCI de Adultos; 2 en la UCI Neonatal; 32 en Medicina Interna; 63 en cirugía y 41 en guardería.

##### Clasificaciones
En 2017, Times Higher Education clasificó a la universidad entre 801-1000 banda a nivel mundial.

## Admisión

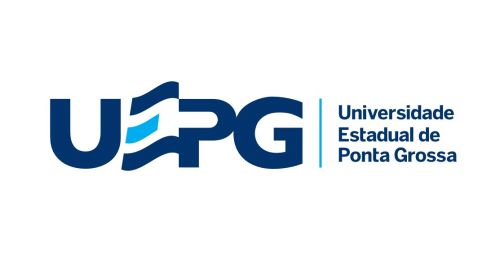
UEPG Logo

El proceso de admisión para los estudiantes en pauta ocurre por medio de un examen de admisión llamado Vestibular (examen de ingreso) o a través del Proceso Selectivo de Serie (PSS), que es realizado en tres fases compuesto por cuestiones semejantes al examen de ingreso. Cada etapa ocurre en los años correspondientes a la escuela secundaria.
Este examen de ingreso puede ser realizado por cualquier persona que desee estudiar en la universidad, pero el PSS solamente puede ser realizado por estudiantes de la escuela secundaria.

## Impacto Económico
Segundo estudios, todo dinero investido en las instituciones de enseñanza superior se multiplica por cuatro cuando regresa a las economías locales. Así, la UEPG tiene un impacto anual de 500 millones de reales (alrededor de U$ 120 millones) en la economía regional. 